# كيراتين الشعر من النمط الأول
كيراتين الشعر من النمط الأول هو أحد أنواع كيراتين الشعر، وهوَ بروتين حمضي يُعتبر دايمري غير متجانس مع كيراتين الشعر من النمط الثاني لِتشكيل شعر وَالأظافر.